# Parque nacional marino João Vieira y Poilão
El Parque nacional marino João Vieira y Poilão (en portugués: Parque Nacional Marinho João Vieira e Poilão) es el nombre que recibe una espacio protegido en el sur del país africano de Guinea-Bisáu. Fue creado el 1 de agosto de 2000 y ocupa una superficie de 49.500 hectáreas (495 kilómetros cuadrados). Abarca 4 islas del archipiélago de Bijagos (João Vieira, Cavalo, Maio y Poilão, además de algunos islotes menores. Posee diversas especies de tortugas marinas y playas con palmeras.